# Хундстурм
Хундстурм је до 1850. године био самостална општина а данас је то дио Беча, у његовом 5. округу, Маргаретену. 
Хундстурм је први пут документовано споменут 1632. године. 1600. године надвојвода Матијас, каснији цар, наредио је изградњу куће паса (мјеста гдје се узгајају ловачки пси) на овоме тлу. Могуће је да због тога потиче назив за овај дио Беча (das Hund - пас, der Turm - кула, торањ). Међутим, вјероватније је да се назив изводи из такозваног „псећег млина“ (Hunczmühle in der Scheibenried), који је саграђен 1408. године.
„Псећа кућа“ је срушена 1672. године, а на том мјесту саграђен је дворац Хундстурм, који је такође демолиран у 19. вијеку. Током 17. вијека око поменутог дворца развило се насеље, углавном уздуж данашње Шенбрунер улице (Schönbrunner Straße), између Шпенгергасе (Spengergasse) и Маргаретен појаса (Margaretengürtel). Године 1842-те Хундстурм је куповином припојен општини Беч. Од 1850-те Хундстурм је дио 4. бечког округа, Видена, да би 1862. године био враћен 5. бечком округу, Маргаретену. У 1907. години поједини мањи дијелови Хундстурма припојени су 12. бечком округу Мајдлингу.
На Хундстурмерском гробљу, основаном 1783. године, сахрањен је познати аустријски композитор Јозеф Хајдн, 1809. године. Гроб се данас налази у Хајднпарку, тј. некадашњем гробљу, у Мајдлингу.
Хундстурмерски грб на плавој подлози приказује сребрни дворац на зеленој трави. На отворене златне капије искаче сребрни једнорог (митолошка животиња).